# Vincent Laurini
Vincent Alain Laurini (Thionville, 10 giugno 1989) è un calciatore francese, difensore del Pietrasanta.

## Biografia
I nonni paterni del calciatore, originari di Gubbio, emigrarono in Francia nel secondo dopoguerra, stabilendosi a Guénange. Durante la giovinezza Laurini ha fatto il modello, posando tra gli altri per Dirk Bikkembergs che nel 2008 lo tesserò come calciatore nel Fossombronese, società all'epoca di sua proprietà.

## Caratteristiche tecniche
È un terzino destro, dispone di una buona reattività, corsa e progressione offensiva. Può giocare all'occorrenza anche come terzino sinistro.

## Carriera

### Club

#### Gli inizi
Cresciuto nel settore giovanile del Metz, approda in seguito alla formazione primavera del Sedan senza tuttavia debuttare in prima squadra. Giunto in Italia per sostenere un provino con il Gubbio, città di cui è originaria la famiglia paterna, si accorda invece con il Fossombrone con cui vince nella stagione 2008-2009 il campionato marchigiano di Eccellenza; nella stagione 2009-2010 realizza 2 gol in 32 presenze in Serie D. Viene quindi acquistato dal Carpi dove nella stagione 2010-2011 vince il campionato di Lega Pro Seconda Divisione (Girone B). Con gli emiliani, raccoglie 63 presenze tra campionato e Coppa Nazionale, attirando le attenzioni di vari club.

#### Empoli
Il 12 luglio 2012 passa in comproprietà all'Empoli. Fa il suo esordio con la squadra toscana il 25 agosto 2012, nella prima giornata del campionato di Serie B giocata contro la Reggina, gara terminata 1-1. Disputa un buon campionato, collezionando 37 presenze. A fine stagione viene rinnovata la compartecipazione per un'ulteriore stagione. Anche nel campionato successivo disputa una stagione su buoni livelli, aiutando la squadra toscana a conquistare la promozione in Serie A. Nel giugno 2014 l'Empoli si assicura le prestazioni del giocatore francese riscattando l'altra metà del cartellino appartenuta al Carpi.
Il 31 agosto 2014 fa il suo esordio in Serie A, nella partita contro l'Udinese disputata allo Stadio Friuli; la gara termina 2-0 per i friulani. L'11 ottobre prolunga il proprio contratto con il club toscano fino al 2017.
In questa stagione colleziona 15 presenze di campionato e 2 di Coppa Italia e il 16 luglio 2015 prolunga di un altro anno il proprio contratto. Segna il suo primo goal in Serie A il 12 marzo 2016 in casa contro la Sampdoria.

#### Fiorentina e Parma
Il 28 agosto 2017 passa in prestito oneroso alla Fiorentina. da 400.000 euro con obbligo di riscatto fissato a 1,6 milioni. L'8 luglio 2019 viene acquistato dal Parma, con cui firma un triennale.
All’inizio del campionato di Serie B 2021-22, non rientrando più nei piani societari, viene messo fuori rosa.

### Dopo il ritiro
Ritiratosi nel 2022, torna all'Empoli come talent scout.

## Statistiche

### Presenze e reti nei club
| Stagione           | Squadra            | Campionato         | Campionato | Campionato | Coppe nazionali | Coppe nazionali | Coppe nazionali | Coppe continentali | Coppe continentali | Coppe continentali | Altre coppe | Altre coppe | Altre coppe | Totale | Totale |
| Stagione           | Squadra            | Comp               | Pres       | Reti       | Comp            | Pres            | Reti            | Comp               | Pres               | Reti               | Comp        | Pres        | Reti        | Pres   | Reti   |
| ------------------ | ------------------ | ------------------ | ---------- | ---------- | --------------- | --------------- | --------------- | ------------------ | ------------------ | ------------------ | ----------- | ----------- | ----------- | ------ | ------ |
| 2008-2009          | Fossombrone        | Ecc.               | ?          | ?          | CI-Dil          | ?               | ?               | -                  | -                  | -                  | -           | -           | -           | ?      | ?      |
| 2009-2010          | Fossombrone        | D                  | 32         | 2          | CI-D            | ?               | ?               | -                  | -                  | -                  | -           | -           | -           | 32+    | 2+     |
| Totale Fossombrone | Totale Fossombrone | Totale Fossombrone | 32+        | 2+         |                 | ?               | ?               |                    | -                  | -                  |             | -           | -           | 32+    | 2+     |
| 2010-2011          | Carpi              | 2D                 | 30         | 0          | CI+CI-LP        | 0+2             | 0               | -                  | -                  | -                  | SL-SD       | 0           | 0           | 32     | 0      |
| 2011-2012          | Carpi              | 1D                 | 27+3       | 0          | CI+CI-LP        | 1+0             | 0               | -                  | -                  | -                  | -           | -           | -           | 31     | 0      |
| Totale Carpi       | Totale Carpi       | Totale Carpi       | 57+3       | 0          |                 | 3               | 0               | -                  | -                  | -                  | -           | 0           | 0           | 63     | 0      |
| 2012-2013          | Empoli             | B                  | 33+4       | 0          | CI              | 0               | 0               | -                  | -                  | -                  | -           | -           | -           | 37     | 0      |
| 2013-2014          | Empoli             | B                  | 37         | 0          | CI              | 2               | 0               | -                  | -                  | -                  | -           | -           | -           | 39     | 0      |
| 2014-2015          | Empoli             | A                  | 15         | 0          | CI              | 2               | 0               | -                  | -                  | -                  | -           | -           | -           | 17     | 0      |
| 2015-2016          | Empoli             | A                  | 25         | 1          | CI              | 0               | 0               | -                  | -                  | -                  | -           | -           | -           | 25     | 1      |
| 2016-2017          | Empoli             | A                  | 24         | 0          | CI              | 1               | 0               | -                  | -                  | -                  | -           | -           | -           | 25     | 0      |
| ago. 2017          | Empoli             | B                  | -          | -          | CI              | 1               | 0               | -                  | -                  | -                  | -           | -           | -           | 1      | 0      |
| Totale Empoli      | Totale Empoli      | Totale Empoli      | 134+4      | 1          |                 | 6               | 0               |                    | -                  | -                  |             | -           | -           | 144    | 1      |
| ago. 2017-2018     | Fiorentina         | A                  | 22         | 0          | CI              | 0               | 0               | -                  | -                  | -                  | -           | -           | -           | 22     | 0      |
| 2018-2019          | Fiorentina         | A                  | 15         | 0          | CI              | 2               | 0               | -                  | -                  | -                  | -           | -           | -           | 17     | 0      |
| Totale Fiorentina  | Totale Fiorentina  | Totale Fiorentina  | 37         | 0          |                 | 2               | 0               |                    | -                  | -                  |             | -           | -           | 39     | 0      |
| 2019-2020          | Parma              | A                  | 15         | 0          | CI              | 3               | 0               | -                  | -                  | -                  | -           | -           | -           | 18     | 0      |
| 2020-2021          | Parma              | A                  | 14         | 0          | CI              | 0               | 0               | -                  | -                  | -                  | -           | -           | -           | 14     | 0      |
| 2021-2022          | Parma              | B                  | 0          | 0          | CI              | 0               | 0               | -                  | -                  | -                  | -           | -           | -           | 0      | 0      |
| Totale Parma       | Totale Parma       | Totale Parma       | 29         | 0          |                 | 3               | 0               |                    |                    |                    |             |             |             | 32     | 0      |
| Totale carriera    | Totale carriera    | Totale carriera    | 289+7      | 3          |                 | 14              | 0               |                    | -                  | -                  |             | 0           | 0           | 310    | 3      |

## Palmarès

### Club

#### Competizioni regionali
- Eccellenza: 1

Fossombrone: 2008-2009

#### Competizioni nazionali
- Lega Pro Seconda Divisione: 1

Carpi: 2010-2011